# 駱堯知
駱堯知，字君舉，廣東樂昌縣（今乐昌市）人。明朝政治人物。

## 生平
駱堯知為人至孝，正德十四年（1519年）己卯科廣東秋闈，其父臥病，駱堯知因此不欲應試。督學余公聞其賢，寫信指出：「世未有忠於君而不孝於親者。」於是強命入試，中舉人。嘉靖七年（1528年）應春官不第，仍得國子監祭酒程文德賞識，呼為老友。晚年隨湛若水同遊南嶽。卒祀鄉賢祠。